# Sagrada Ordem Militar Constantiniana de São Jorge
A Sagrada Ordem Militar Constantiniana de São Jorge (em italiano: Sacro Militare Ordine Costantiniano di San Giorgio; em espanhol: Sagrada Orden Militar Constantiniana de San Jorge), também historicamente conhecida como Ordem Imperial Constantiniana de São Jorge e Ordem dos Cavaleiros Angélicos Constantinianos de São Jorge, é uma ordem dinástica de cavalaria, ligada à Casa de Bourbon-Duas Sicílias, a qual desenvolve atividades de caridade, humanitárias e hospitaleiras em vários países. A ordem foi uma das poucas confirmadas como ordem religioso-militar na bula papal Militantis Ecclesiae em 1718, devido ao sucesso na libertação dos cristãos no Peloponeso. Juntamente com a Ordem Soberana e Militar de Malta, é uma das poucas ordens católicas que ainda mantêm este estatuto. Não é uma ordem de cavalaria sob o patrocínio da Santa Sé, mas a sua filiação é restrita aos católicos praticantes.
Desde 1960, significando também a disputa pela chefia da Casa de Bourbon-Duas Sicílias, há dois Grão-Mestres e duas obediências ativas dentro da Ordem Constantiniana; ou seja, o ramo hispano-napolitano, sob Pedro de Bourbon-Duas Sicílias, Duque de Calábria, e o ramo franco-napolitano, sob Carlos de Bourbon-Duas Sicílias, Duque de Castro. Tem havido muita discussão desde então sobre quem é o chefe legítimo da Casa Real, embora a propriedade da ordem, uma dignidade que pode ser vendida, transferida e herdada, não esteja estritamente conectada a ela. Um terceiro grão-mestrado pertence ao ramo de Parma, atualmente liderado por Carlos Xavier de Bourbon-Parma.

## História

### Origens

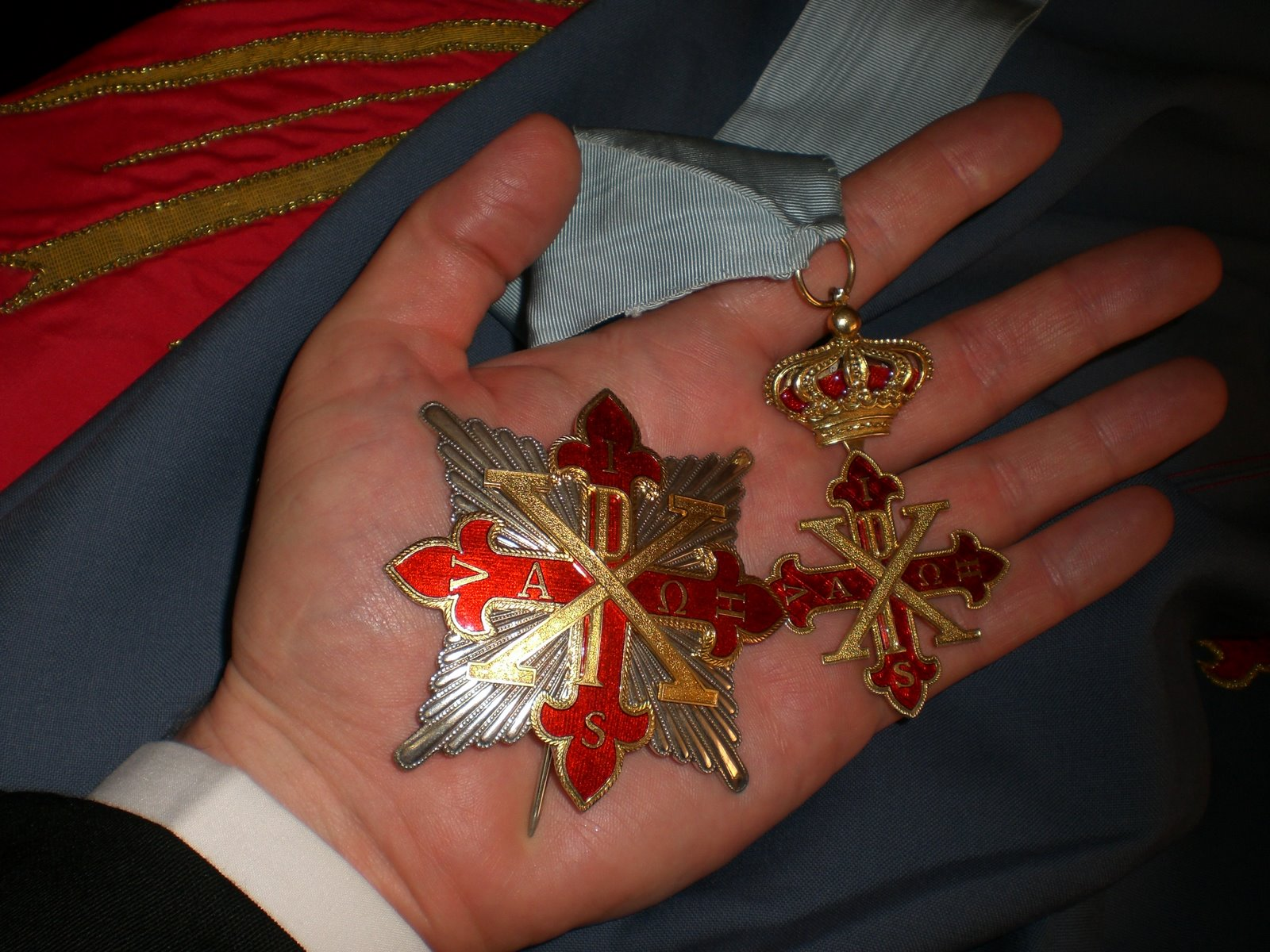
Insígnia do Capelão do Mérito da Ordem Constantiniana de São Jorge

A Sagrada Ordem Militar Constantiniana de São Jorge credita sua fundação mítica a Constantino, o Grande, no século IV. Dessa origem, surgem os símbolos da Ordem: uma cruz com extremidades em forma de flor-de-lis, cada uma contendo as letras "IHSV" ("In hoc signo vinces"), bordadas em ouro e trazendo no centro o monograma de Cristo (XP sobreposto) com as letras gregas A e Ω penduradas.
Embora às vezes tenha sido sustentado que a ordem foi restaurada/criada pelo imperador bizantino Isaque II Ângelo, qualquer conexão reivindicada entre ordens de cavalaria e o Império Bizantino não é atestada historicamente, já que ordens de cavalaria no sentido ocidental moderno eram completamente desconhecidas no mundo bizantino. Na melhor das hipóteses, qualquer conexão com algum grupo antigo seria excessivamente indireta e abstrata.

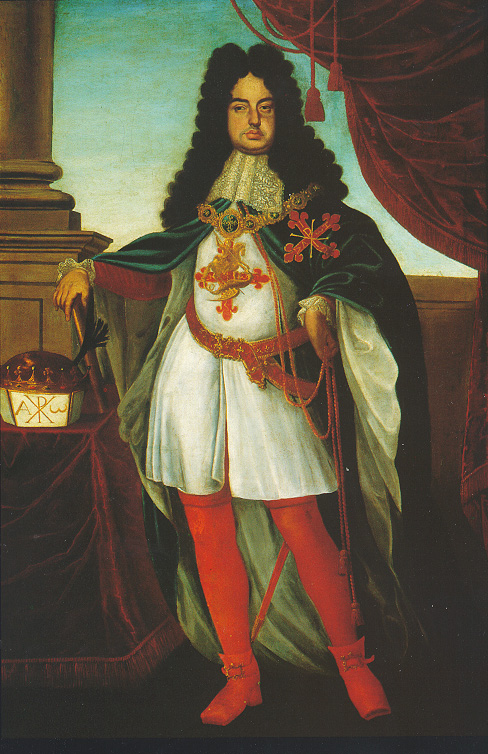
O Duque de Parma vestindo as vestes cerimoniais da ordem

A ordem foi reivindicada por nobres albaneses do ramo da família Angelo Flavio Comneno (uma das várias famílias ligadas às casas bizantinas de Angelos e Commenos) no século XVI. Em 1545, os irmãos Andrea e Paolo foram reconhecidos como descendentes dos imperadores Angeloi pelo Papa Paulo III, este reconhecimento sendo em parte devido às suas conexões familiares com as famílias Medici, Orsini, del Balzo e Riargo. Os irmãos também tiveram garantido o direito de herdar territórios no antigo Império Bizantino, caso tal território fosse recuperado dos otomanos. Sua família permaneceu grão-mestre da ordem até 1698, quando Giovanni Andrea II, que também reivindicou os títulos de "Príncipe da Macedônia", "Duque da Tessália" e "Conde de Drivasto, Durazzo etc." como último membro masculino de sua família, transferiu o grande mestrado da ordem para Francesco Farnese, o duque de Parma.
Fora da linha geralmente reconhecida de grandes mestres, desde sua origem no século XVII até os dias atuais, houve várias reivindicações ao título de grande mestre por impostores na esperança de obter apoio para linhas inventadas de descendência de várias dinastias bizantinas.

### Farnese, Parma e Duas Sicílias
Sua incorporação como uma ordem religiosa da Igreja Católica hereditária na Casa de Farnese e seus herdeiros, os Bourbons, data da transferência para Francesco Farnese em 11 de janeiro de 1698, um ato confirmado no ano seguinte, tanto pelo diploma imperial "Agnoscimus et notum facimus", do imperador Leopoldo I, datado de 5 de agosto, quanto pelo breve apostólico "Sincerae Fidei", emitido pelo Papa Inocêncio XII em 24 de outubro.
Estes dados são a confirmação da sucessão da grande magistratura à família Farnese e seus herdeiros como um cargo eclesiástico (portanto, limitado a homens), mas não a vincularam à posse da soberania do Ducado de Parma. Entre os primeiros atos importantes da grande magistratura Farnese estavam os estatutos revisados, emendados e ampliados, emitidos em 25 de maio de 1705 e confirmados em um breve papal datado de 12 de julho de 1706; ambos confirmaram a exigência de que a grande magistratura passasse pela primogenitura masculina. Após a contribuição da ordem para a campanha do Príncipe Eugénio de Saboia para expulsar os turcos dos Bálcãs entre 1716 e 1718, o Papa Clemente XI, ex-cardeal protetor da ordem, confirmou a Sagrada Ordem Militar Constantiniana de São Jorge como uma ordem religiosa da Igreja Católica na bula "Militantis Ecclesiae", de 27 de maio de 1718.
Com a morte do último homem Farnese em 30 de janeiro de 1731, a grande magistratura foi herdada por Carlos, filho mais velho de Isabel Farnese e do rei Filipe V da Espanha; Carlos também herdou os ducados de Parma e Placência dos Farnese. Após se tornar rei de Nápoles e Sicília em 1734, Carlos foi forçado a entregar Parma à Áustria em 1736, mas manteve a grande magistratura constantiniana e continuou a exercer o controle da Ordem mesmo depois que seu irmão mais novo se tornou duque de Parma em 1748. Em 16 de outubro de 1759, Carlos abdicou da grande magistratura (dez dias após abdicar de seus reinos italianos) para seu segundo filho sobrevivente, o rei Fernando IV e III de Nápoles e Sicília (a partir de 1815 Fernando I das Duas Sicílias). A administração da ordem foi transferida de Parma para Nápoles em 1768, embora a Ordem em Parma tenha continuado sob controle napolitano até 1797, quando as propriedades da Ordem foram tomadas pelos franceses.

Com a ocupação francesa do reino de Nápoles a partir de 1806, a Ordem ficou confinada à Sicília, mas, com a expulsão dos franceses, foi restaurada à sua posição anterior, funcionando sob Fernando I e seus sucessores, chefes da Casa de Bourbon-Duas Sicílias. A independência da Ordem garantiu sua sobrevivência após a unificação da Itália, confirmada em uma declaração do Procurador-Geral do novo reino da Itália e em uma decisão de 1871 da mais alta corte italiana. Um decreto do Rei Fernando, datado de 8 de março de 1796, afirmava: "Em sua pessoa real (do rei) existem duas qualidades muito distintas: a de monarca das Duas Sicílias e a de grão-mestre da ilustre, real e militar Ordem Constantiniana, que, embora gloriosamente unidas na mesma pessoa, formam, ao mesmo tempo, dois senhorios independentes e distintos".

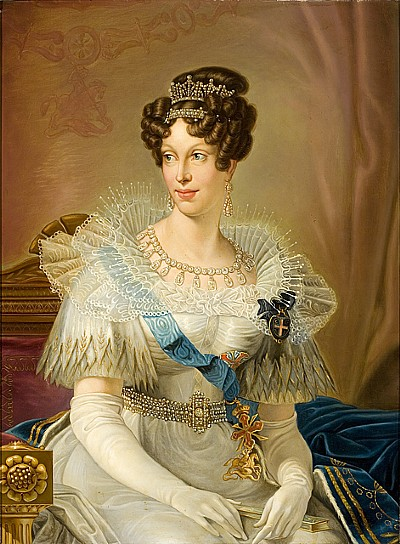
Duquesa Maria Luísa de Áustria, com a insígnia da Ordem Constantiniana de São Jorge

Parte da nobreza parmegiana ressentia-se da Ordem ser controlada por um monarca ausente, mas quando, em 1748, o irmão mais novo de Carlos III, Filipe, sucedeu como duque de Parma, reconheceu explicitamente seu irmão Carlos e, posteriormente, seu sobrinho Fernando como grão-mestre em uma série de decretos e atos oficiais. O filho de Filipe, Fernando, após se tornar duque de Parma, enviou um emissário à corte espanhola para tentar persuadir o rei da Espanha a intervir junto ao rei de Nápoles e da Sicília e convencê-lo a renunciar ao título de grão-mestre, mas sem sucesso.

### A Ordem sob os Bourbon-Parma e sob os Bourbon-Duas Sicílias
A Ordem Constantiniana Parmegiana foi uma nova fundação, instituída por Maria Luísa, Duquesa de Parma, em 1817 e, após sua morte, Carlos, herdeiro da sucessão Bourbon-Parma, tornou-se duque de Parma sob os termos do Congresso de Viena e assumiu o grande mestrado.
Quanto à ordem sob a Casa de Bourbon-Duas Sicílias, em 1910, o Papa Pio X nomeou o primeiro de três cardeais protetores sucessivos e, em 1913, aprovou uma série de privilégios para os capelães da ordem. Em 1915, o Papa Bento XV dedicou a capela constantiniana na Basílica da Santa Cruz na Via Flamínia, que havia sido construída com doações dos cavaleiros, entre os quais Monsenhor Eugenio Pacelli. Em 1916, o papa restaurou a igreja de Santo Antônio Abade à Ordem.
Em 1919, novos estatutos receberam aprovação papal e o Cardeal Ranuzzi de' Bianchi foi nomeado cardeal protetor. Após a intervenção da grande magistratura da Ordem dos Santos Maurício e Lázaro em 1924, cujo grão-mestre, o rei da Itália, se opôs à concessão da ordem a importantes nobres italianos, a Santa Sé sentiu que a estreita relação com o Príncipe Afonso, Conde de Caserta, terceiro filho do rei Fernando II das Duas Sicílias, poderia se tornar um obstáculo à resolução da questão romana. Decidiu-se, portanto, não nomear um sucessor para o Cardeal de' Bianchi após sua morte em 1927.

### Sucessão disputada, novo cisma da Ordem
A disputa pela chefia da Casa - e pela grande magistratura da Ordem - está enraizada em diferentes interpretações do chamado "Ato de Cannes" de 14 de dezembro de 1900, no qual o príncipe Carlos (segundo filho de Afonso, Conde de Caserta), ao se casar com Mercedes, Princesa das Astúrias (filha do rei Afonso XII da Espanha), prometeu que renunciaria à sua eventual sucessão à coroa das Duas Sicílias em execução da Pragmática Sanção de 1759. Este decreto exigia que, se o rei da Espanha, ou seu herdeiro imediato, herdasse a coroa das Duas Sicílias, ele renunciaria a esta última para o próximo na linha de sucessão. Assim, são questões em disputa se a Pragmática Sanção se aplicava à situação do Príncipe Carlos em 1900 e se a grande magistratura da ordem estava incluída em tal renúncia.

Em 1960, o príncipe Fernando Pio (herdeiro de Afonso, Conde de Caserta) morreu sem filhos homens, e uma disputa sobre a sucessão começou, entre seu irmão Ranieri de Bourbon-Duas Sicílias (pai de Fernando de Bourbon-Duas Sicílias) e seu sobrinho Afonso, Duque da Calábria (pai de Carlos, Duque de Calábria). Afonso reivindicou seus direitos, declarando a renúncia de seu pai inválida. Por outro lado, Ranieri afirmou a validade da renúncia, enquanto Afonso argumentou que o casamento morganático de Ranieri também o teria excluído da sucessão sob os regulamentos do Reino das Duas Sicílias. Algumas casas reais europeias reconhecem informalmente os direitos dos descendentes de Ranieri, mas casas importantes, como a Casa Real Espanhola, reconhecem os dos descendentes de Afonso.

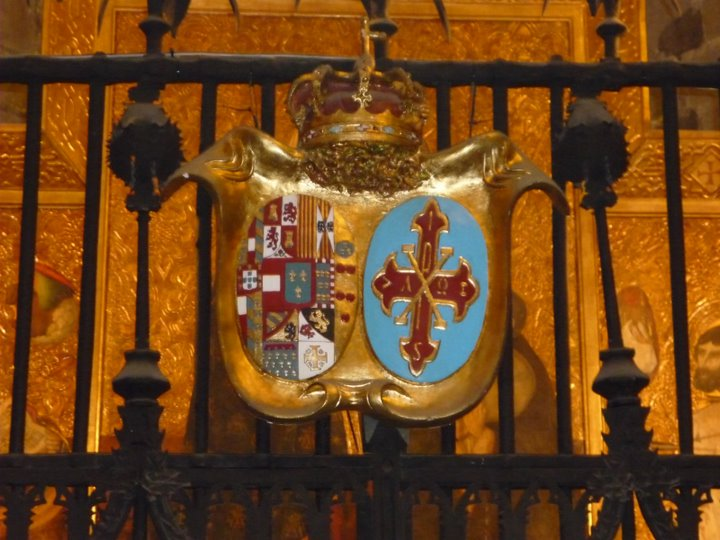
Brasão da Casa de Bourbon-Duas Sicílias como grão-mestres da Ordem Constantiniana, Catedral de Barcelona

Os defensores do falecido Infante Carlos, Duque da Calábria, e de seu único filho e herdeiro, o Príncipe Pedro, Duque da Calábria, afirmam que a renúncia do Príncipe Carlos estava condicionada à sua efetiva herança das coroas da Espanha e das Duas Sicílias, a qual não ocorreu, e/ou que, mesmo nessas circunstâncias, tal renúncia não incluía o cargo de Grão-Mestre da Ordem Constantiniana, que eles consideram separado da coroa. Quando Carlos III de Espanha abdicou como rei de Nápoles e da Sicília após suceder ao trono espanhol, renunciou à dignidade de "herdeiro primogenitural Farnésio" e, com ela, ao Grão-Mestre da Ordem Constantiniana em um ato separado, dez dias depois. De fato, o Ato de Cannes nunca mencionou a ordem, embora, mesmo que a tivesse mencionado, sua grande magistratura é, por natureza, um legado da família Farnésio que não está vinculado ao trono das Duas Sicílias.
Os apoiantes do Príncipe Carlos, Duque de Castro, rejeitam todas as posições avançadas pelos apoiantes do Infante Carlos e afirmam que o antepassado do pretendente rival renunciou validamente à coroa das Duas Sicílias e à grande magistratura.
Cada ramo nomeia um cardeal católico como Grão-Prior. Em 16 de outubro de 2012, o Secretário de Estado do Vaticano renovou sua posição de que a Santa Sé não reconhece nenhuma ordem, exceto as sete Ordens Papais listadas em sua declaração; isso repetiu um texto emitido pela Conferência Episcopal Italiana que, em nota, havia excluído as Ordens autorizadas pela lei italiana de 1951. A Sagrada Ordem Militar Constantiniana de São Jorge estava incluída no artigo 7 da Lei 178, de 3 de março de 1951, além de ser registrada como pessoa jurídica pela Chancelaria do Tribunal de Nápoles. Cidadãos italianos agraciados com a Cruz da Ordem podem filiar-se à Associação Nacional dos Cavaleiros Constantinianos, que recebeu o status de pessoa jurídica por decreto do Presidente da República de 30 de março de 1973.

## Atualidade

### Ramo hispano-napolitano, liderado pelo Duque da Calábria

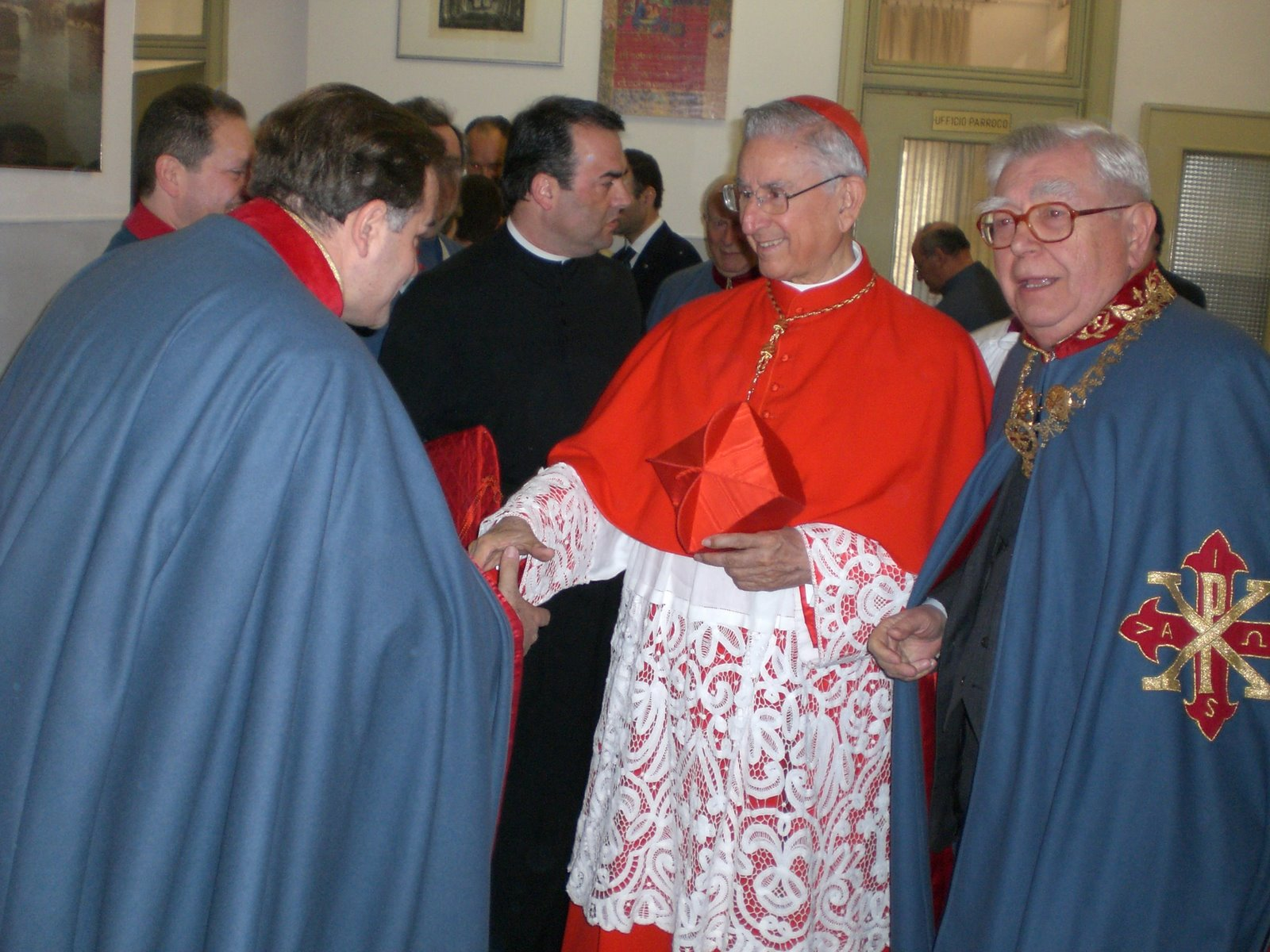
Cavaleiros Espanhóis da Sagrada Ordem Militar Constantiniana de São Jorge, com Cardeal Darío Castrillón Hoyos

Em 1964, com a morte de Afonso, seu filho Carlos, agora Duque da Calábria, foi reconhecido como Infante da Espanha por seu primo, Juan Carlos, Príncipe da Espanha. Esse ramo Bourbon, agora liderado por Pedro, Duque de Calábria, reconhece não haver conflito entre ser membro da Casa Real das Duas Sicílias e da Casa Real de Espanha. Pedro de Bourbon-Duas Sicílias se apresenta como o 21º Grão-Mestre, desde 5 de outubro de 2015, em uma linha vinda desde Andrea Angelo Flavio Comnenus.
Preocupado com a disputa, o Rei Juan Carlos, em 1983, ordenou uma investigação por cinco instituições: o Instituto Salazar y Castro (parte do Instituto Superior de Investigação Científica), a Real Academia de Jurisprudência e Legislação, o Ministério da Justiça, o Ministério das Relações Exteriores e o Conselho de Estado. Após um exame detalhado das questões, os cinco órgãos espanhóis relataram unanimemente ao Rei que o herdeiro da Chefia da Casa Real das Duas Sicílias e das suas prerrogativas era SAR Don Carlos de Borbón-Dos Sicilias y Borbón-Parma, Duque da Calábria. Em 8 de março de 1984, esta decisão foi comunicada ao Infante Carlos numa carta formal do Chefe da Casa Real. Nenhum outro órgão público investigou formalmente a sucessão em disputa. A Santa Sé sempre teve o cuidado de manter uma posição neutra.
Os últimos cardeais grão-priores da Ordem foram Antonio Innocenti; Darío Castrillón Hoyos; e atualmente Gerhard Ludwig Müller, desde 2018.
Espanhóis e italianos a quem foi concedida a Ordem Constantiniana pelo Infante Carlos, Duque da Calábria, e seu herdeiro, o Príncipe Pedro, solicitaram e receberam autorização para usar as condecorações da ordem.
Os eventos oficiais da filial hispano-napolitana são realizados na igreja de Santa Croce al Flaminio, em Roma, e também há reuniões em várias outras cidades, como Palermo, Milão, Essonne, Londres, Luxemburgo e Lisboa.

### Ramo franco-napolitano, liderado pelo Duque de Castro

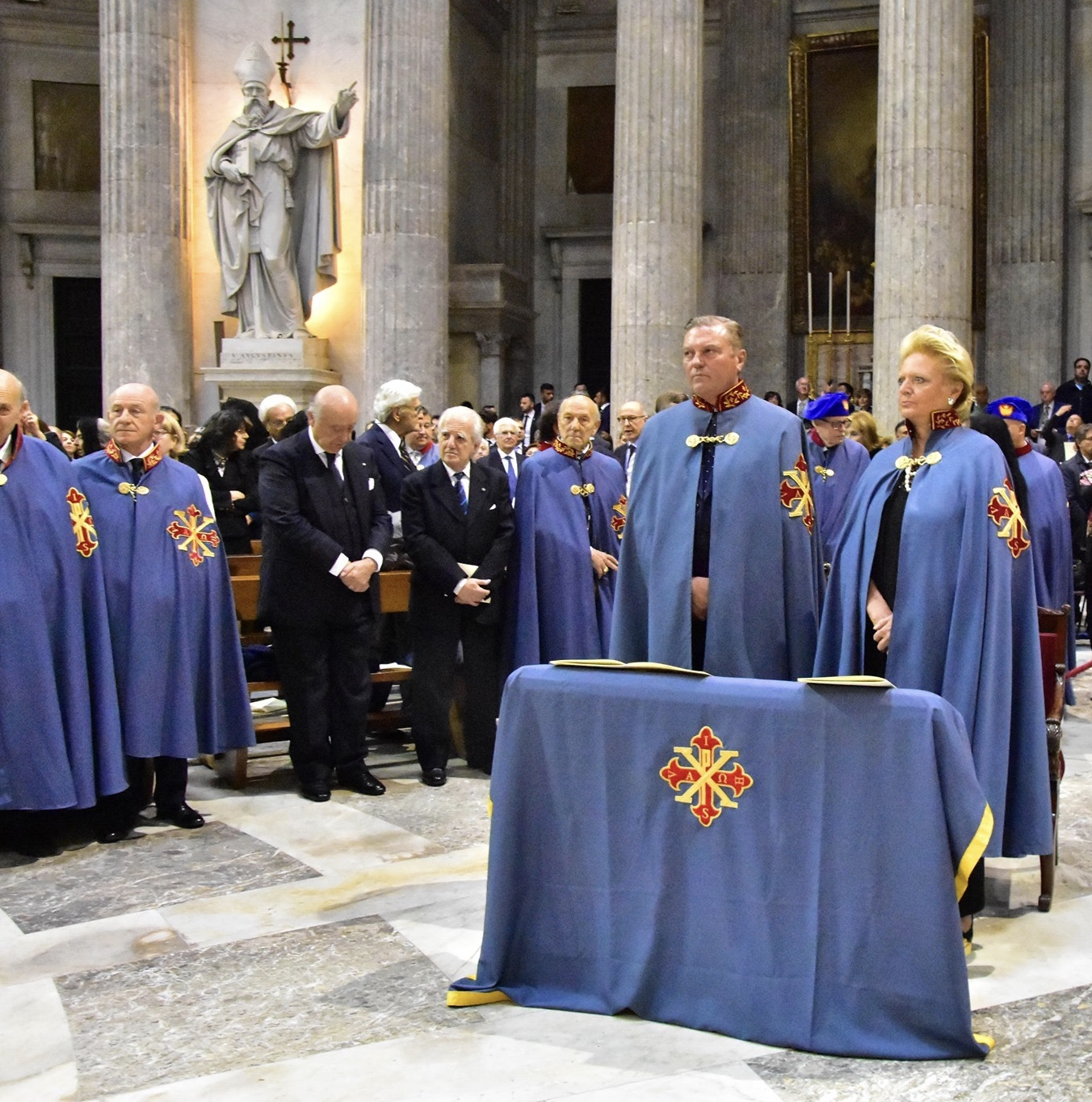
Príncipe Carlos e sua irmã mais velha, a Princesa Beatriz, missa na Basílica de São Francisco de Paula

Carlos de Bourbon-Duas Sicílias, Duque de Castro, se apresenta como 54º Grão-Mestre da Sagrada Ordem Militar Constantiniana de São Jorge, desde 2008, em uma linha que remontaria a Constantino. Suas sedes se dividem entre Nápoles e Roma.
Os últimos cardeais grão-priores da Ordem foram Mario Francesco Pompedda (2003); Albert Vanhoye (2008); Renato Raffaele Martino (2010); e atualmente Marcello Semeraro (2023).
A filial franco-napolitana realiza reuniões regulares na igreja de San Giorgio al Velabro e na igreja de Santa Croce di Gerusalemme, em Roma, mas também em Nápoles, outras cidades italianas, outras cidades europeias, como Londres, Bruxelas, Paris, Haarlem, bem como em Washington D.C.
Os cidadãos italianos que receberam a Ordem Constantiniana do Príncipe Carlos, Duque de Castro, podem solicitar ao Ministério dos Negócios Estrangeiros italiano autorização para usar a insígnia. Em 2011, essa versão da Ordem Constantiniana tornou-se uma das milhares de ONGs com status consultivo junto ao Conselho Económico e Social das Nações Unidas.
Em 2016, esse ramo da Ordem esteve envolvido numa controvérsia sobre a eleição de Patricia Scotland como Secretária-Geral da Commonwealth. Foi alegado que a Escócia usou os prémios da Ordem para influenciar votos a seu favor através de trocas recíprocas de honras. As investigações resultaram na revogação do título de cavaleiro concedido ao Duque de Castro pelo Governador-Geral de Antígua.

### Tentativa de reconciliação e cisma renovado
Em 24 de janeiro de 2014, um dia antes da Beatificação da Venerável Serva de Deus Princesa Maria Cristina de Saboia (mais tarde Rainha Maria Cristina, Rainha Consorte das Duas Sicílias), os dois chefes disputados da casa: o Príncipe Pedro, Duque de Noto (em nome de seu pai, o Príncipe Carlos, Duque da Calábria) e o Príncipe Carlos, Duque de Castro, assinaram um "Ato de Reconciliação" no Hotel Excelsior de Nápoles. Este ato parecia ter encerrado as antigas diferenças sobre os títulos usados pelos dois ramos da Casa das Duas Sicílias.
A Lei estabelecia que os dois ramos reconheceriam os títulos um do outro para os atuais titulares e seus sucessores; os títulos da linhagem espanhola sênior, sendo Duque da Calábria, Duque de Noto e Duque de Cápua, e da linhagem júnior, sendo Duque de Castro, Duquesa de Palermo e Duquesa de Capri, os quais foram concedidos às duas filhas do Duque e da Duquesa de Castro. A intenção final era trabalhar em prol de um futuro em que os dois ramos pudessem cooperar.
Em maio de 2016, durante uma peregrinação da Ordem realizada à Basílica de São Pedro, o príncipe Carlos anunciou a sua decisão de modificar as regras de sucessão, declarando sua filha mais velha como a primeira herdeira da chefia da Casa Real e do Grão-Mestrado Constantiniano. Esta decisão provocou uma reação do Duque da Calábria, expressa numa declaração onde afirmava ser chefe da Casa Real de Bourbon-Duas Sicílias, e que a decisão unilateral de Carlos "se desvia e contraria o espírito do que foi acordado no pacto histórico de reconciliação". Apesar deste conflito, o Duque da Calábria assegurou que continuaria a considerar o seu primo como Duque de Castro, como fez no pacto assinado em Nápoles, e as suas filhas como Duquesas de Palermo e Capri. O Duque de Castro respondeu expondo os seus argumentos legais, genealógicos e dinásticos que apoiavam a sua posição, que implicava o grande domínio das ordens dinásticas.

### Ramo de Parma, liderado pelo Duque de Parma
A ordem foi suprimida com a unificação da Itália, porém o Duque Roberto I continuou a conferi-la a membros de sua família e outras pessoas notáveis por toda a Europa. Enquanto o patrimônio heráldico e cavalheiresco da Ordem permaneceu propriedade da família Bourbon-Parma, os bens da Ordem, incluindo a Igreja Magistral da Steccata, passaram para a administração saboiana e depois retornaram gradualmente à sua autonomia, com um processo iniciado em 1912 pelo Município e pela Província de Parma, que apresentaram um apelo a Roma para que a renda da Ordem fosse inteiramente destinada ao hospital de Parma.
Em 1922, a Administração do patrimônio constantiniano foi definitivamente autonomizada e constituída como uma Instituição, da qual as principais autoridades da cidade foram chamadas a fazer parte.
De acordo com a Lei 178/1951, a Ordem é reconhecida pelo Estado italiano como uma “ordem dinástica não nacional” que pode ser legitimamente conferida e a sua utilização em território italiano pode ser autorizada mediante pedido do Ministério dos Negócios Estrangeiros.

A sede histórica da Ordem em Parma, desde o período Farnese, é a basílica de Santa Maria della Steccata, que também abriga o Museu Constantiniano desde 2006. Seu grão-mestrado hoje é reivindicado pelo Príncipe Carlos, Duque de Parma, desde 2010, pretendente carlista ao trono espanhol.